# Dognácska
Dognácska (románul: Dognecea, helyi ejtés szerint Ducnecea, németül: Dognatschka) falu Romániában, a Bánságban, Krassó-Szörény megyében.

## Fekvése
A Szörényi-érchegység északnyugati nyúlványa, a Dognácskai-hegység völgyében, hét kilométer hosszan nyúlik el.

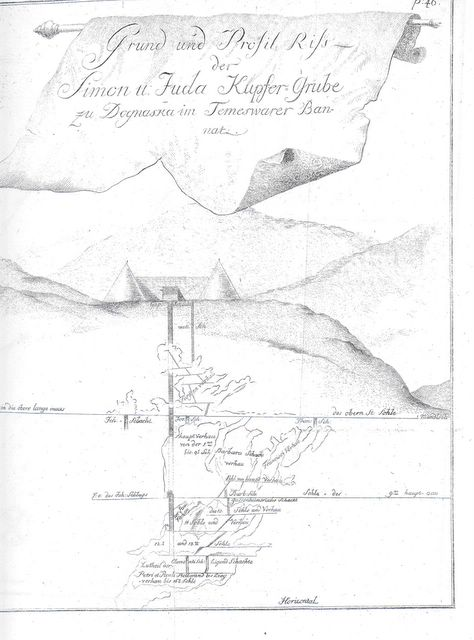
A dognácskai Simon és Júda bánya keresztmetszeti képe a 18. századból

Dognácska régi címere

## Nevének eredete
A falutól északra Székesbánya néven (1356, Zekusbanya) középkori település volt, melynek temploma ma is látható. Mai neve először 1722-ből adatolható. Ez szerb eredetű és vagy az oszmán-török doğan ('sólyom') szóból, vagy a délszláv dugnati ('marhákat hajtani') szóból származik.

## Története
Környékén a római és a középkorban színesfémeket bányásztak. Vasérckészleteit 1718-ban fedezték föl. Ezután német bánya- és olvasztómunkások települtek be, főként Ausztriából, Stájerországból, Tirolból, Krajnából, Cseh- és Morvaországból és Selmecbányáról. 1721-ben megindult a vasércbányászat és a vaskohászat, 1722-ben a rézbányászat. 1725-ben kb. 1154t ércet termeltek ki. Idehelyezték a négy bánáti bányahivatal egyikét és 1727-ben vásártartási jogot kapott. 1729-ben kb. 550 lakosa volt.
1740-ben a temesvári Andreas Hübner a telep mellett fedezte föl a korabeli Európa egyik legjelentősebb rézérclelőhelyét, amiért később nemességet is kapott. 1741-ben már 18 bányát műveltek a környező hegyekben. Ekkor alakult római katolikus plébániája. Olténiai származású „bufánokat” és cigányokat telepítettek be, akik szenet égettek, fuvaroztak, kovácsműhelyekben dolgoztak és terepmunkákat végeztek.
1761-ben postaállomást kapott. 1764-ben egy színarany telért találtak, de a kitermelt ásványkincsek között szerepelt ólom-, ezüst- és cinkérc is. 1793-ban szabad királyi bányavárosi címmel tüntették ki. 1828-ban bányaváros volt a bányakincstár tulajdonában, 2015 lakossal és piackörzetéhez 27 falu tartozott.
1848. április 21-én, a Krassó megyei szolgabíró érkezése után a bányahivatal elé összegyűlő nép előbb az élelmiszerárakról szóló hirdetmény levételét követelte, majd a szemükben a vármegye hatalmát jelképező magyar zászló visszacserélését a császárira.
A 19. század közepén bányászata válságba került. 1855-ben a StEG vásárolta meg, és végképp alárendelődött Resicabányának. Bányáiban 1867-ben száznyolcvanan, kohóiban százhuszan dolgoztak. 1872-ig még kisebb mértékben tovább folyt színesfémbányászata, de azután már csak vasércet bányásztak. 1864-ben egy új ércelőkészítőművet helyeztek üzembe. 1879-ben felavatták a kaszinót. 1897-ben gyógyszertárat nyitottak benne. A század végén a két nagyolvasztót is bezárták. Később a vasérbányászat mellett újraindult a színesfémbányászat is, de korábbi jelentőségét nem tudta visszaszerezni.
A különböző nemzetiségek egykor településrészek szerint elkülönülten éltek. Az északi fertályt a felső hídig románok, a két híd közötti részt németek lakták, attól délre ismét románok, a déli végen pedig cigányok. Krassó, majd 1880-tól Krassó-Szörény vármegyéhez tartozott. A településről neveztek el egy ritka ásványt, a dognácskaitot (rézbizmutszulfid). A fél évszázadon át szünetelő bányászatot 1961-ben újraindították. A kitermelés 1991-ig folyt.

## Népessége
- 1842-ben 1306 ortodox és 1019 római katolikus vallású lakosa volt.[7]
- 1900-ban 3525 lakosából 2195 volt román, 1262 német, 29 magyar és 18 krassován nemzetiségű; 2206 ortodox és 1300 római katolikus vallású. A lakosság 46%-a tudott írni-olvasni és 2%-a beszélt magyarul.
- 2002-ben 1928 lakosából 1751 volt román, 131 német, 25 cigány és 11 krassován nemzetiségű; 1413 ortodox, 198 baptista, 167 római katolikus és 138 pünkösdista vallású.

## Látnivalók
- Római katolikus temploma 1733-ban épült.[8]
- A templomtól kb. 500 méterre délre, egy kőhíd melletti szoborházban áll Nepomuki Szent Jánosnak a 18. század második feléből származó festett faszobra, kétfelől egy-egy munkaruhás bányász fogja közre.
- A bányászat emlékei: az egykor duzzasztásra használt két tó, a kisebbik tavon (1724) tündérrózsák élnek. Az egyik nagyolvasztó (1858) romjai. Bányászházak és irodaépületek. Az egykori meddőhányó.

## Híres emberek
- Itt született 1840. november 13-án Hermann Emil Gusztáv bányamérnök.

## Képek

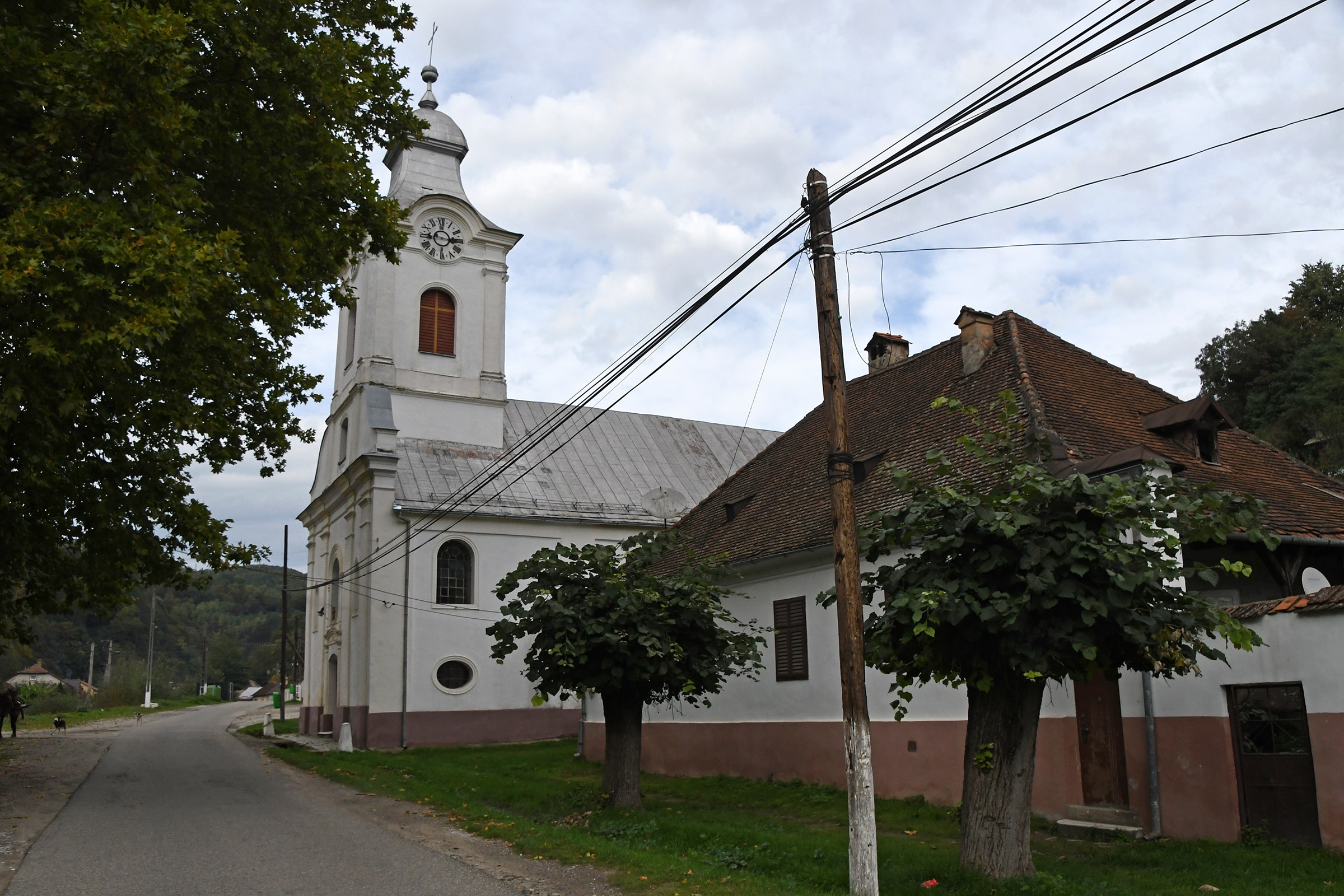
Római katolikus templom
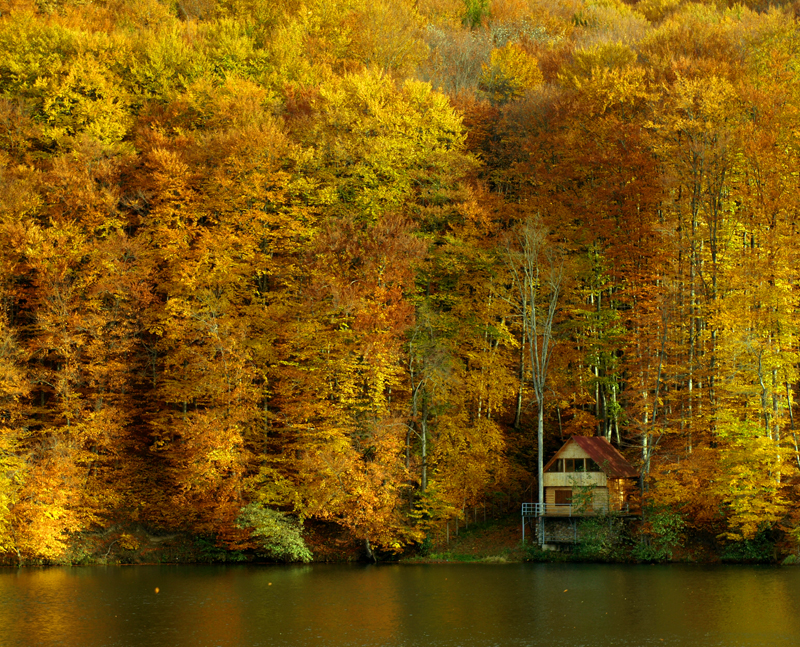
A nagyobbik volt bányató
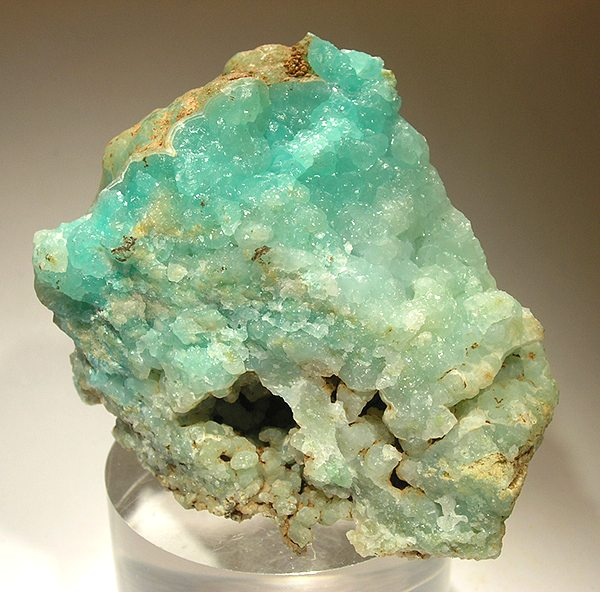
hemimorfit
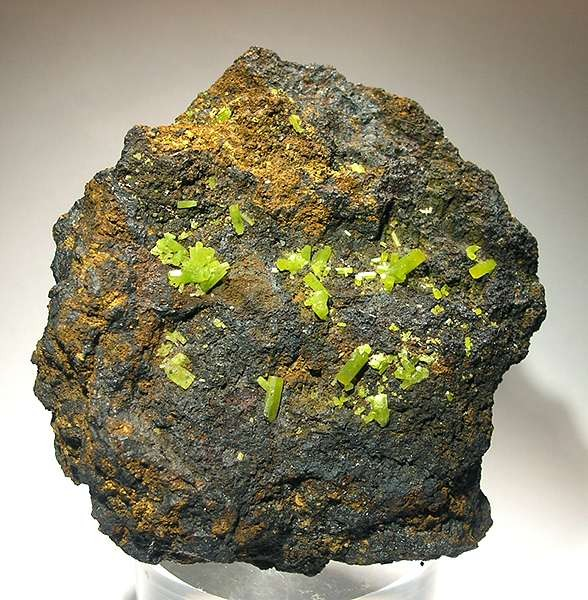
piromorfit